# Кримський республіканський краєзнавчий музей
Кримський республіканський краєзнавчий музей — краєзнавчий музей у столиці АР Крим (Україна) місті Сімферополі, найбільше республіканське зібрання матеріалів і предметів з археології та історії Криму, персоналій, з ним пов'язаних, етнографії окремих національних громад півострова тощо.
Музей розташований за адресою: вул. Гоголя, буд. 14, Сімферополь, 95000, Автономна Республіка Крим, Україна.
У структурі музею працюють відділи фондів, історичний, природи та музеєзнавства.

## Історія
За час існування музей мав такі назви:
- з 2006 — Центральний музей Тавриди
- 1993—2006 — Кримський республіканський краєзнавчий музей
- 1945—1993 — Кримський краєзнавчий музей
- 1921—1945 — Центральний Музей Тавриди

До 1921 року існували два музеї, які не мали власних приміщень. Музей старожитностей Таврійської ученої архівної комісії (ТУАК) (заснований у 1887 році) та Природно-історичний музей Таврійського земства (заснований у 1899 році).
27-28 жовтня 2001 року у музеї виникла пожежа. Після пожежі кілька років у шести залах музею в експозиції перебували переважно лише фотографії та копії. У ці роки найкращі показники роботи (а саме, найкращі двері та кабінет) були у відділу фондів музею.

## У культурі
Макет будівлі музею знаходиться в Бахчисарайському парку мініатюр.